# Nephodia occulta
Nephodia occulta là một loài bướm đêm trong họ Geometridae.